# بوب ديفيس (لاعب كرة قاعدة)
بوب ديفيس (بالإنجليزية: Robert Edward Davis)‏ هو لاعب كرة قاعدة أمريكي، ولد في 11 سبتمبر 1933 في نيويورك في الولايات المتحدة، وتوفي في 22 سبتمبر 2001.

## وصلات خارجية
- إدوارد ديفيس على موقعبيزبول رفرنس.كوم (الدوري الرئيسي) (الإنجليزية)
- إدوارد ديفيس على موقعبيزبول رفرنس.كوم (الدوري الثانوي) (الإنجليزية)